# Strategus aloeus
Strategus aloeus är en skalbaggsart som beskrevs av Carl von Linné 1758. Strategus aloeus ingår i släktet Strategus och familjen Dynastidae. Inga underarter finns listade i Catalogue of Life.

## Bildgalleri

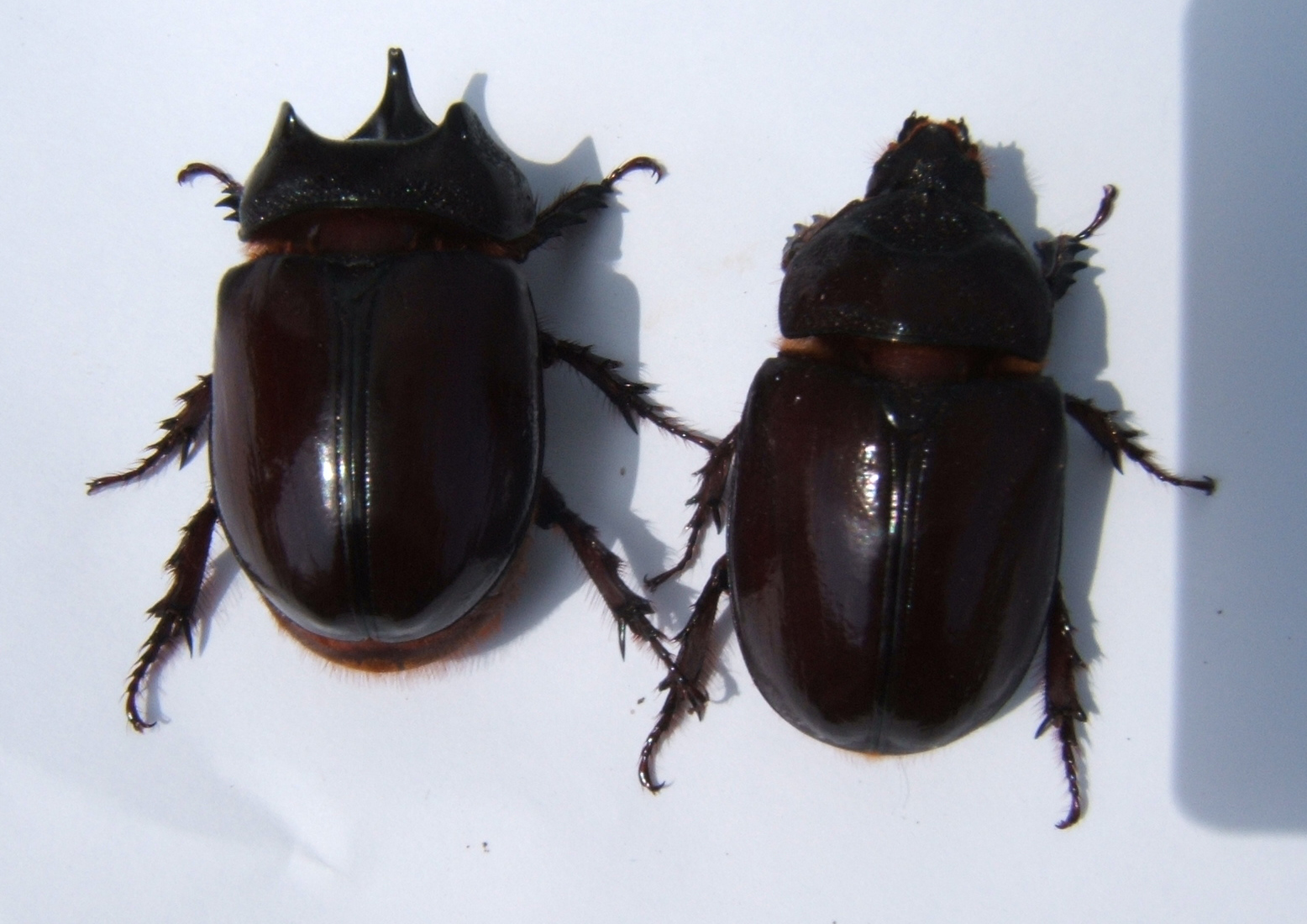
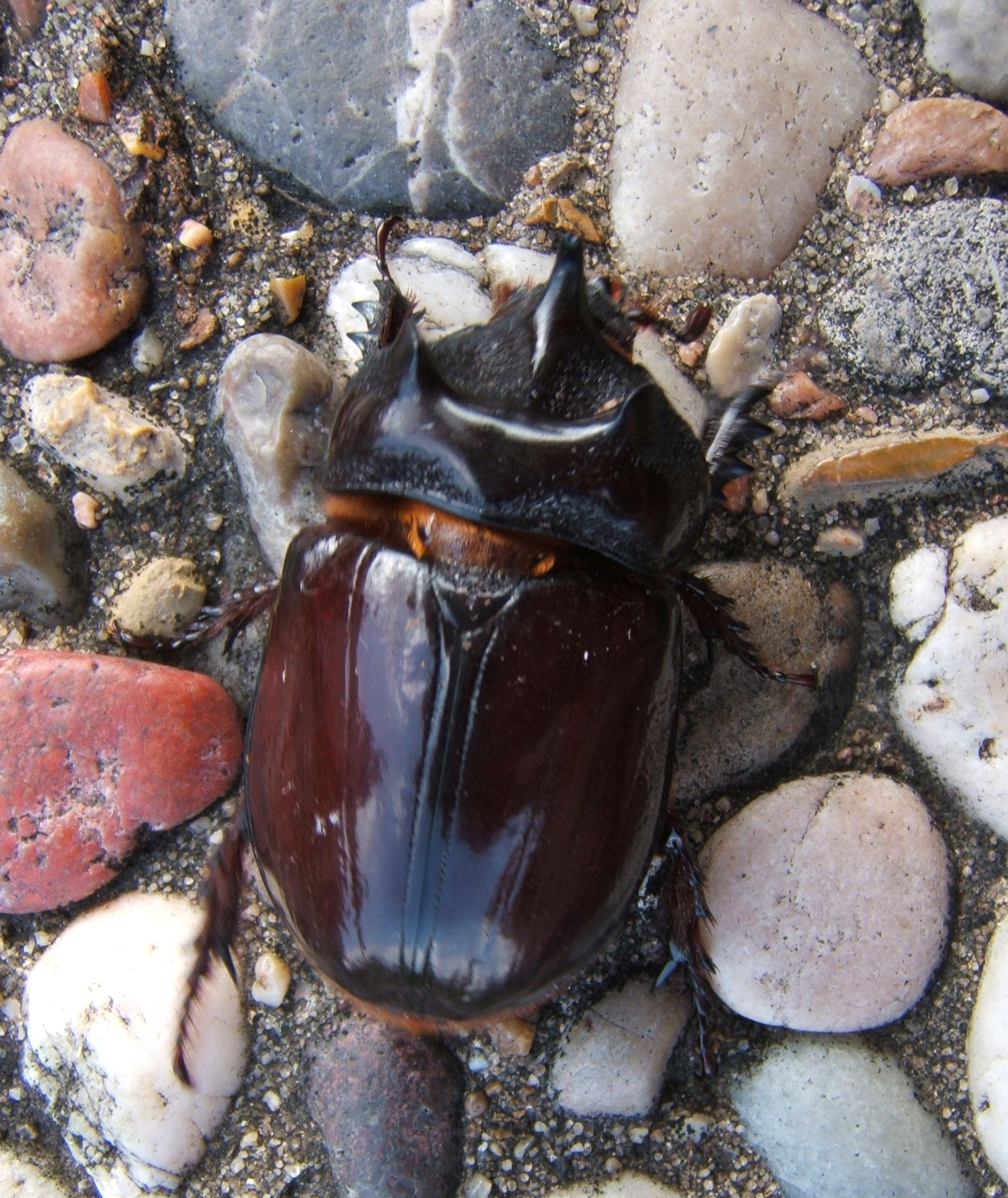
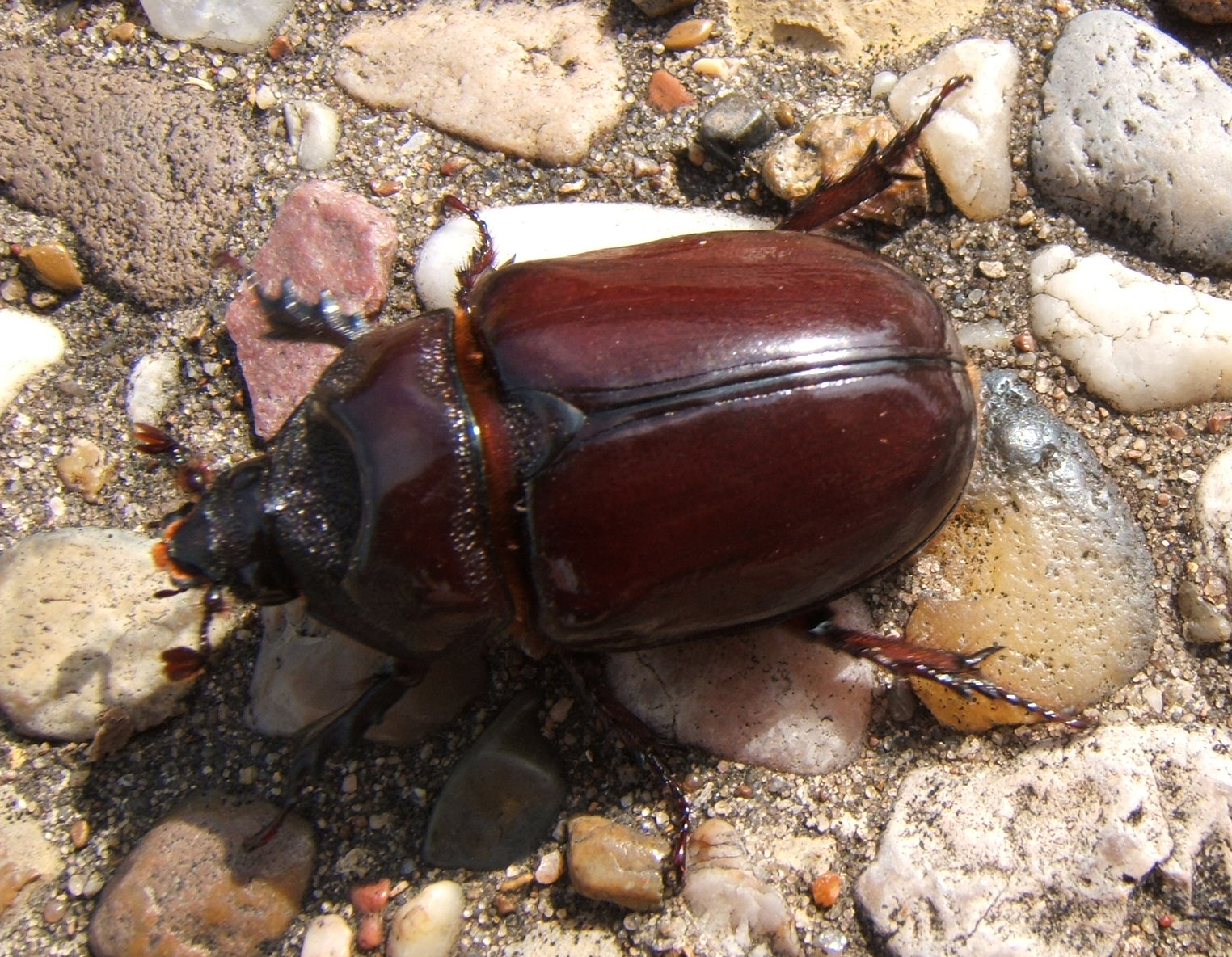